# Jean-Baptiste André Godin

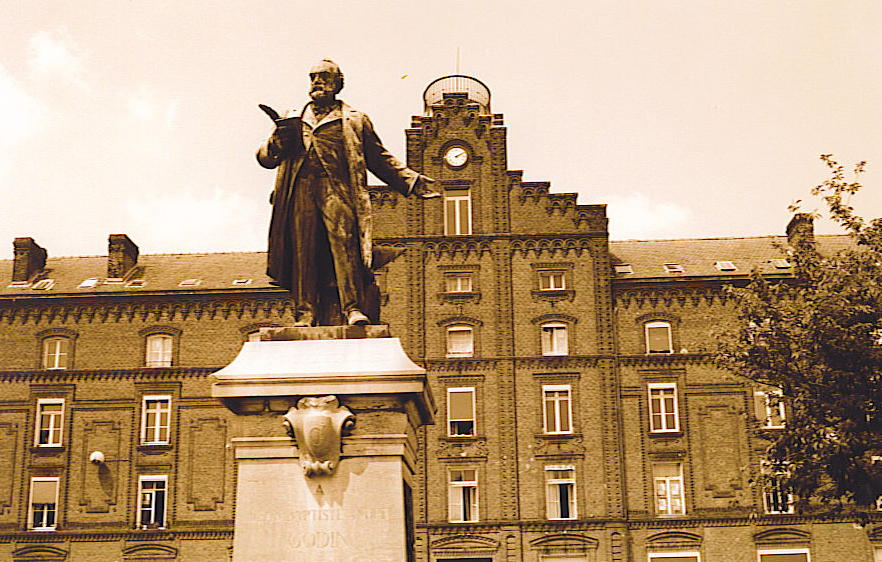
Estatua de Jean-Baptiste André Godin en Guise.

Jean-Baptiste André Godin (Esquéhéries, 1817 - Guisa, 1888), industrial acaudalado, filántropo y reformador social francés.
Fundó en 1877 su familisterio en Guisa (Aisne) para 1200 personas, una reducción del falansterio de Charles Fourier.
En 1882 y 1883 construyó otros dos grupos para 600 personas cada uno, equipados con tienda cooperativa, guardería de niños, escuela, hospital, dispensario y teatro, con seguros de enfermedad y pensiones de retiro.
Antes había instituido la participación en los beneficios para todos los obreros, y en 1880 formalizó con ellos el contrato de copropiedad dando por resultado una de las más poderosas empresas cooperativas de Francia y la fábrica más importante de productos de hierro esmaltado de aquel país.
El éxito de su iniciativa se atribuye a dos innovaciones: 
- El carácter industrial, no agrícola, de la empresa productiva.
- La renuncia a la vida en común en el Falansterio, ya que cada familia tiene su propia vivienda, protegiendo su autonomía, asegurándole los servicios comunes y facilitando sus relaciones.